# Butterfly Temple
Butterfly Temple – rosyjski zespół pagan/folkmetalowy. Początkowo zespół wykonywał muzykę z gatunku doom metal z elementami black metalu, od 1999 grupa określa swój gatunek muzyczny jako "słowiański, pogański metal". Butterfly Temple jest związana z wytwórnią Irond Records.

## Skład zespołu
- Siergiej "Awen" Awanesow (Сергей "Авен" Аванесов) – keyboard
- Michaił Szmatko (Михаил Шматко) – gitara
- Aleksiej "Leslar" Agafonow (Алексей "Лесьяр" Агафонов) – wokal
- Walery Ostrikow (Валерий Остриков) – gitara
- Aleksiej Sporyszew (Алексей Спорышев) – perkusja

## Dyskografia
- 1999 - Велес (Weles) (1999 jako demo, z dodatkowym materiałem wydane przez Irond w 2003)
- 2001 - Колесо Чернобога (Kolieso Czernoboga)
- 2002 - Сны северного моря (Sny siewiernogo morja)
- 2003 - Тропою крови по воле рода! (Tropoju krowi po wolie roda!)
- 2005 - Время Мары (Wriemja Mary)
- 2006 - За солнцем вслед (Za sołncem wsljed) (CD-Max)
- 2010 - Земля
- 2012 - Дыхание
- 2015 - Вечность